# 1733
1733 (MDCCXXXIII) byl rok, který dle gregoriánského kalendáře započal čtvrtkem.

## Události
- britští osadníci zakládají kolonii New Georgia.
- smrt polského krále Augusta Silného vede k válce o polské následnictví (do roku 1735)
- začíná válka o polské následnictví

### Probíhající události
- 1733–1735 – Válka o polské následnictví

## Vědy a umění
- vynález pohyblivého tkalcovského člunku (John Kay v Británii)

## Narození
Česko

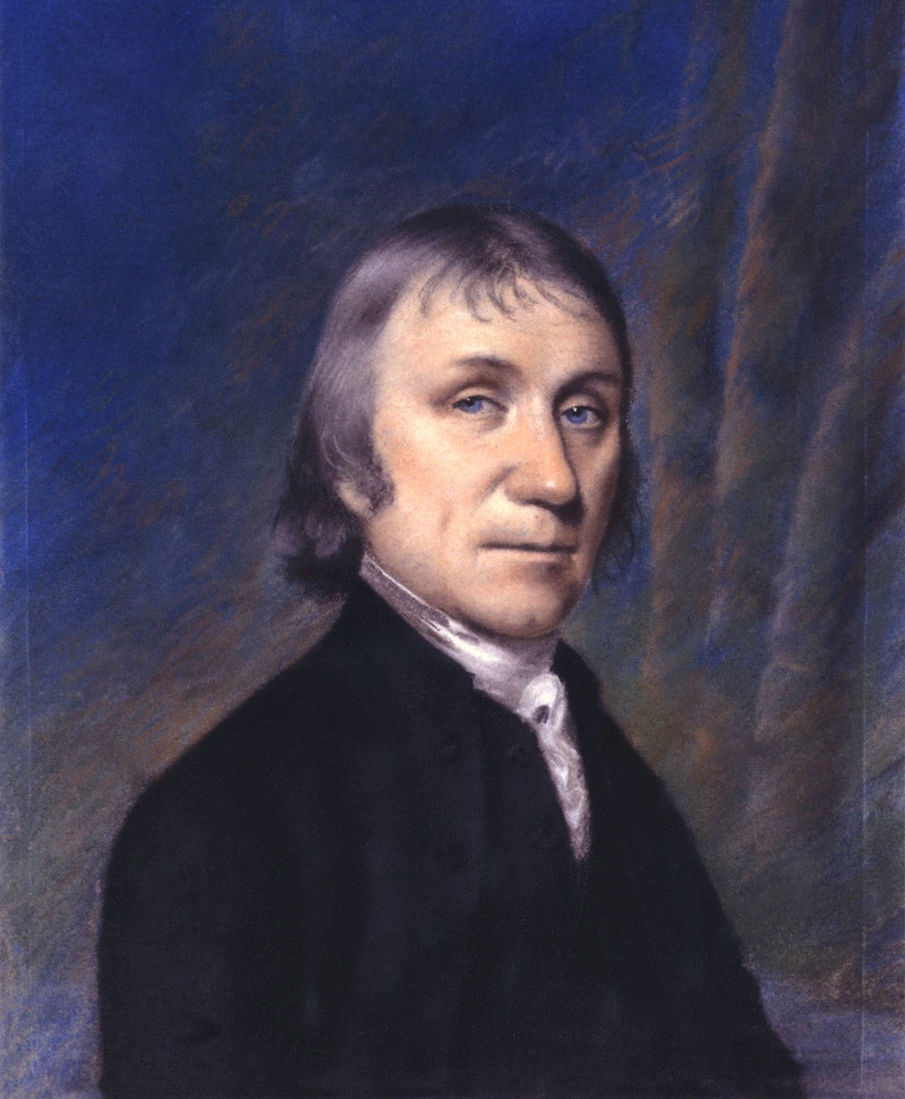
Joseph Priestley (1733–1804)

- 27. ledna – Josef Adam Arco, královéhradecký biskup († 3. června 1802)
- 14. května – Mikuláš Adaukt Voigt, piaristický kazatel, pedagog a numismatik († 18. října 1787)
- 15. června – Josef Vratislav Monse, osvícenec, právník a historik († 6. února 1793)
- 16. listopadu – Gotthard Pokorný, varhaník a hudební skladatel († 4. srpna 1802)

Svět
- 22. ledna – Philip Carteret, britský mořeplavec († 21. července 1796)
- 19. února – Daniel Solander, švédský botanik († 16. května 1782)
- 13. března – Joseph Priestley, anglický chemik, filozof, duchovní a pedagog († 8. února 1804)
- 17. března – Carsten Niebuhr, německý zeměměřič a objevitel († 26. dubna 1815)
- 2. dubna – Giacomo Tritto, italský hudební skladatel a pedagog († 16. září 1824)
- 4. května – Jean-Charles de Borda, francouzský matematik a astronom († 20. února 1799)
- 12. května – János Sajnovics, maďarský astronom a jazykovědec († 4. května 1785)
- 26. května – Pieter Boddaert, nizozemský lékař a zoolog († 6. května 1795)
- 27. května – Johann Christian Bockshammer, slezský evangelický spisovatel († 13. listopadu 1804)
- 24. června – Johann Ernst Basilius Wiedeburg, německý matematik, fyzik a astronom († 1. ledna 1789)
- 5. září – Christoph Martin Wieland, německý spisovatel, překladatel a vydavatel († 20. ledna 1813)
- 8. října – Jean-Baptiste Royer, francouzský politik a biskup († 11. dubna 1807)
- 14. října – Franz Sebastian de Croix von Clerfayt, rakouský polní maršál († 21. července 1798)
- 20. října – Adam Naruszewicz, polský osvícenský literát a historik († 6. července 1796)
- 29. října – Gottfried van Swieten, rakouský diplomat a milovník hudby († 29. března 1803)
- 11. prosince – Leopoldina ze Šternberka, kněžna z Lichtenštejna († 1. března 1809)
- neznámé datum – Düdul Dordže, tibetský karmapa († 1797)
- neznámé datum – Johann Nepomuk Kniebandl von Ehrenzweig, moravský zemský advokát a profesor práv († 4. února 1786)

## Úmrtí
Česko
- 10. dubna – Daniel Josef Mayer z Mayernu, kanovník u sv. Víta v Praze (* 16. ledna 1656)
- 2. června – Jan Adam Vratislav z Mitrovic, pražský arcibiskup (* 20. května 1677)
- 2. července – Johann Christoph Kridel, rakouský a český varhaník, učitel hudby, skladatel a básník (* 9. prosince 1672)
- 3. srpna – Václav Render, olomoucký architekt (pokřtěn 31. srpna 1669)
- 26. prosince – Pavel Ignác Bayer, český barokní architekt (* 1656)

Svět
- 4. ledna – Fatma Sultan, osmanská princezna a dcera sultána Ahmeda III. (* 22. září 1704)
- 17. ledna – George Byng, 1. vikomt Torrington, britský admirál a šlechtic (* 2. ledna 1663)
- 21. ledna – Bernard Mandeville, nizozemský filozof, politický ekonom a spisovatel (* 15. listopadu 1670)
- 22. ledna – Thomas Herbert, 8. hrabě z Pembroke, britský státník a šlechtic (* 1656)
- 1. února – August II. Silný, polský král a kurfiřt saský (* 12. května 1670)
- 7. dubna – Filip Ludvík, francouzský princ a druhý syn francouzského krále Ludvíka XV. (* 30. srpna 1730)
- 14. června – Kateřina Ivanovna, dcera ruského cara Ivana V. (* 29. října 1691)
- 23. června – Johann Jakob Scheuchzer, švýcarský učenec, kartograf a lékař (* 2. srpna 1672)
- 11. září – François Couperin, významný francouzský skladatel a varhaník období baroka (* 10. listopadu 1668)
- 6. října – Baltazar Fontana, italský barokní sochař a štukatér ( 26. června 1661)
- 14. října – Pietro Pariati, italský básník a operní libretista (* 27. března 1665)
- 24. října – Henrietta Godolphin, 2. vévodkyně z Marlborough, anglická šlechtična (* 19. července 1681)
- 25. října – Giovanni Girolamo Saccheri, italský matematik a filosof (* 5. září 1667)
- 31. října – David Boyle, 1. hrabě z Glasgow, britský politik a šlechtic (* 1666)

## Hlavy států
- Francie – Ludvík XV. (1715–1774)
- Habsburská monarchie – Karel VI. (1711–1740)
- Osmanská říše – Mahmud I. (1730–1754)
- Polsko – August II. (1709–1733) / Stanislav I. Leszczyński (1733–1736)
- Portugalsko – Jan V. (1706–1750)
- Prusko – Fridrich Vilém I. (1713–1740)
- Rusko – Anna Ivanovna (1730–1740)
- Španělsko – Filip V. (1724–1746)
- Švédsko – Frederik I. (1720–1751)
- Velká Británie – Jiří II. (1727–1760)
- Papež – Klement XII. (1730–1740)
- Japonsko – Nakamikado (1709–1735)
- Perská říše – Abbás III.